# Pass för den blonda!
Pass för den blonda! är en amerikansk komedifilm från 1942 i regi av Alexander Hall. Manus skrevs av Joseph Fields och Jerome Chodorov och byggde på deras pjäs My Sister Eileen från 1940. Rosalind Russell blev nominerad till en Oscar för bästa kvinnliga huvudroll, men vann inte. The Three Stooges medverkar i ett cameoframträdande i slutet av filmen.

## Handling
Två systrar, journalisten Ruth och skådespelaren Eileen flyttar från Ohio till New York för att försöka starta om sina karriärer.

## Rollista
- Rosalind Russell – Ruth Sherwood
- Janet Blair – Eileen Sherwood
- Brian Aherne – Robert Baker
- George Tobias – Appopolous
- Allyn Joslyn – Chick Clark
- Grant Mitchell – Walter Sherwood
- Elizabeth Patterson – 'Grandma' Sherwood
- June Havoc – Effie Shelton